# Државни празници у Француској
У Француској постоји 11. државних празника дефинисаних законом о државним и другим празницима у Републици Француској. У овај број се не рачунају празници који се прослављају у Мозелу, Доњој Рајни, Горњој Рајни, Гваделупеу, Мартинику, Валис и футуни, Француској Гвајани, Реиниону, Мајоту и Француској Полинезији.
„1. мај” је у Француској празик рада и једини је плаћени нерадни дан. Остали државни празници нису нужно нерадни, осим ако није другачије предвиђено колективним уговорима који се примењују у компанијама.

## Историја
Нерадни плаћени дани били су јако популарни у Француској. У 17. веку било их је десет. То су били већином верски празници који су служили да означе важан дан у години. На самом крају Француске револуције државни нерадни дани су порасли на 53.
Назив државни празник појављује се први пут у 9. веку и служи како би обухватио државне и верске празнике. Због велике листе празника, број верских празника смањен је на четири (Божић, Сви свети, Велика Госпојина и Вазнесење).
Законски празници постају радни дани (осим у Алзасу и Мозелу и осим 1. маја у целој Француској). Ако особа ради током државног празника, долази до новчане надокнаде једино ако је предвиђено колективним уговором.
Следећи државни празници су предвиђени законом:
- 14. јул постаје празник по закону од 6. јула 1880. године. Тог дана се обележава Дан Бастиље, годишњица пада Бастиље 14. јула 1789. године, прекретница Француске револуције, као и Фестивал федерације, која је славила јединство француског народа 14. јула 1790. године.

- Ускрс и Педесетница постају празници 8. марта 1886. године. Ускрс је највећи хришћански празник којим се прославља Исусов повратак у живот — васкрсење. По хришћанском веровању, то се десило трећег дана после његове смрти, укључујући и дан смрти: тј. прве недеље после Великог петка.

- 11. новембар постаје празник по закону од 24. октобра 1922. године. Тог дана је потписано примирје са Немачком током Првог светског рата.

- 1. мај постаје празник по закону од 30. априла 1947. године.[8]

## Празници

### Државни празници
- 1. јануар: Нова година: нерадни државни празник од 23. марта 1810. године.[9]
- 1. мај: празник рада: нерадни плаћени дан од 23. априла 1919. године. Радници су плаћени 8. сати.
- 8. мај: дан Победе.[10]
- 14. јул: Дан Бастиље: Национални француски дан: Француски државни дан је годишњица пада Бастиље 14. јула 1789. године, прекретница Француске револуције,као и Фестивал федерације која је славила јединство француског народа 14. јула 1790. године.[11]
- 11. новембар: Примирје с Немачком.[12]

### Католички празници
Спасовдан, празник Велика Госпојина, Дан свих светих и Божић постају државни празници тек од 19. априла 1802. године. Законом 8. марта 1886. додаје се Ускршњи понедељак и Духови.
- Ускршњи понедељак: 23. или 26. априла. Васкршњи понедељак је према византијском обреду први дан Светле недеље, а аналогно према календару западних хришћана, други дан у седмици након Васкрса, будући да им је ускрсна недеља први дан. Вакршњи понедељак се убраја у покретне празнике.

- Спасовдан: 40. дана након Ускрса. Спасовдан или Вазнесење Христово је хришћански празник, који се слави у 40. дан након Васкрса.

- Духови: 50. дана након Ускрса хришћански је празник којим се прославља силазак светог Духа на апостоле у Јерусалиму, 50 дана након Христовог Васкрсења.

- Велика Госпојина: 15. август. Успење Пресвете Богородице или Међудневница, је један од највећих хришћанских празника. Овај празник успомена је на смрт Богородице и, према црквеном предању, дан када се она вазнела на небеса и „предала свој дух у руке Спаситеља“.

- Сви свети: 1. новембар: хришћански празник, када се славе сви свеци, како они које је црква службено прогласила светима, тако и они за које се верује да су свети.

- Божић: 25. децембар : хришћански празник којим се прославља рођење Исуса Христа. Углавном се прославља 25. децембра по грегоријанском календару, док код цркава које се придржавају јулијанског календара Божић се обележава 7. јануара (тј. 25. децембра по старом календару).[14]

## Празници по региону

### Алзас
- Велики петак: два дана пра Божића.
- Стефан Првомученик: 26. децембар.

### Гваделуп
- Часни пост: Овај пост назива се Великим, и због посебне важности и због своје дужине. Састоји се од Свете четрдесетнице и Велике седмице.
- Дан укидања ропства (22 дана након Чисте среде).

### Француска Гвајана
- Дан укидања ропства.

### Нова Каледонија
- Празник грађана.

### Француска Полинезија
- Долазак Еванђеља.
- Празник ослобођења.

### Сен Бартелеми
- Дан укидања ропства.

### Валис и Футуна
- Прослава територије.
- Свети Петар Шанел.

## Ванзаконски одмори по месецима

### Јануар
- 22. јануар: француско - немачки дан.[15]

### Фебруар
- 14. фебруар: Дан заљубљених: Дан Светог Валентина, познатији као Дан заљубљених, у западној варијанти и Валентиново, празник је који се прославља 14. фебруара сваке године. Посредно или непосредно га обележава велики број људи широм света, иако је овај дан обично радан.[16]

### Март
- Прва недеља марта: Бакин дан
- 8. март: Међународни дан жена: Међународни дан жена или, колоквијално, 8. март, дан је посвећен женама и слави се сваке године 8. марта. Овај дан је настао као дан борбе за женска људска права, односно дан борбе за економску, политичку и социјалну равноправност жена и мушкараца.

### Април
- 24. април: Комеморација Геноцида над Јерменима: у јерменској историографији познат и као Велики злочин, представља систематско и континуирано етничко чишћење, протеривање и масовна убиства извршена над припадницима јерменског народа на подручју Османског царства током Првог светског рата, извршена по налогу тадашњих османских власти.

### Мај
- 9. мај: Дан Европе: 9. маја 1950. године, Роберт Шуман је представио свој предлог креирања организоване Европе. Овај предлог, познатији као „Шуманова декларација“ (Schuman declaration), сматра се почетком креације онога што је данас познато као Европска унија јер је увод у Монтанску унију.
- Задња недеља маја месеца : Мајчин дан : Дан мајки је прослава у част мајки, мајчинства, мајчиних веза са децом, као и утицај мајке у друштву.[17]

### Јун
- Трећа недеља јуна : Дан очева.
- 21. јун: дан музике.[18]
- 24. јун: Ивањдан.

### Септембар
- 23. септембар: Дан гастрономије

### Октобар
- 31. октобар: Ноћ Вештица: светковина је која се обележава 31. октобра, ноћ уочи празника Свих светих према западнохришћанској традицији. Представља почетак тродневног обележавања „Allhallowtide”, време у литургијској години посвећено сећању на мртве, укључујући свеце, мученике и све вернике.

### Новембар
- 5. новембар: Светски дан права детета.

## Табела празника
| Датум        | Српски назив       | Француски назив          | Напомена |
| ------------ | ------------------ | ------------------------ | --- |
| 1. јануар    | Новогодишњи Дан    | Nouvel an / Jour de l’an | |
| покретни     | Велики петак       | Vendredi saint           | Петак пре Ускршње недеље. Велики Петак хришћански је празник, који је према хришћанској религији обележен страдањем Исуса Христа, његовим распећем на часни крст и његовом смрћу за спасење света. |
| покретни     | Ускршњи понедељак  | Lundi de Paques          | Понедељак после Ускршње недеље (један дан после Ускршње недеље) дан након Васкрса и у многим земљама, као и у Србији се слави као државни празник. Васкршњи понедељак је према византијском обреду први дан Светле недеље, а аналогно према календару западних хришћана, други дан у седмици након Васкрса, будући да им је ускрсна недеља први дан. Вакршњи понедељак се убраја у покретне празнике. |
| 1. мај       | Дан рада           | Fête de travail          | |
| 8. мај       | Дан победе         | Fête de la Victoire      | Крај Другог светског рата |
| покретни     | Спасовдан          | Ascension                | Четвртак, 39 дана после ускршње недеље. Спасовдан је хришћански празник, који се слави у 40. дан након Васкрса. По хришћанском веровању, васкресењем Господ је показао да је јачи од смрти и 40. дана од васкрсења његови су се ученици налазили за трпезом. |
| покретни     | Духовски понедељак | Lundi de Pentecôte       | Понедељак после Духова (50 дана после Ускрса). |
| 14. јул      | Дан Бастиље        | Fête nationale           | Француски национални дан. |
| 15. август   | Велика Госпојина   | Assomption               | |
| 1. новембар  | Дан свих светих    | Toussaint                | Хришћански празник, када се славе сви свеци, како они које је црква службено прогласила светима, тако и они за које се верује да су свети. |
| 11. новембар | Дан примирја       | Armistice de 1918        | Крај Првог светског рата |
| 25. децембар | Божић              | Noël                     | Хришћански празник којим се прославља рођење Исуса Христа. |